# کرگدن (سرده)
کرگدن (سرده) (نام علمی: Rhinoceros) نام یک سرده از تیره کرگدن است.